# Volkswagen Typ 3
Volkswagen Typ 3 – kompaktowy samochód osobowy produkowany przez niemiecką firmę Volkswagen w latach 1961-1973. Dostępny jako 2-drzwiowy sedan, 2-drzwiowy fastback i 3-drzwiowe kombi. Do napędu używano silników B4 o pojemności 1,5 lub 1,6 litra. Moc przenoszona była na oś tylną poprzez 4-biegową manualną bądź 3-biegową automatyczną skrzynię biegów. Samochód został zastąpiony przez model Golf I. Wyprodukowano 2 542 382 egzemplarze modelu Typ 3.

## Dane techniczne
1961 1500 Notchback
- B4 1,5 l (1493 cm³), 2 zawory na cylinder, OHV
- Układ zasilania: gaźnik Solex 32 PHN
- Średnica cylindra × skok tłoka: 83,00 mm × 69,00 mm
- Stopień sprężania: 7,2:1
- Moc maksymalna: 45 KM (33 kW) przy 3900 obr./min
- Maksymalny moment obrotowy: 98 N•m przy 1500-2800 obr./min
- Przyspieszenie 0-80 km/h: 15,0 s
- Prędkość maksymalna: 125 km/h

1970 1600 TL Fastback:
- B4 1,6 l (1584 cm³), 2 zawory na cylinder, OHV
- Układ zasilania: dwa gaźniki Solex
- Średnica cylindra × skok tłoka: 85,50 mm × 69,00 mm
- Stopień sprężania: 7,7:1
- Moc maksymalna: 55 KM (40 kW) przy 4000 obr./min
- Maksymalny moment obrotowy: 110 N•m przy 2200 obr./min
- Przyspieszenie 0-100 km/h: b/d
- Prędkość maksymalna: b/d

## Galeria

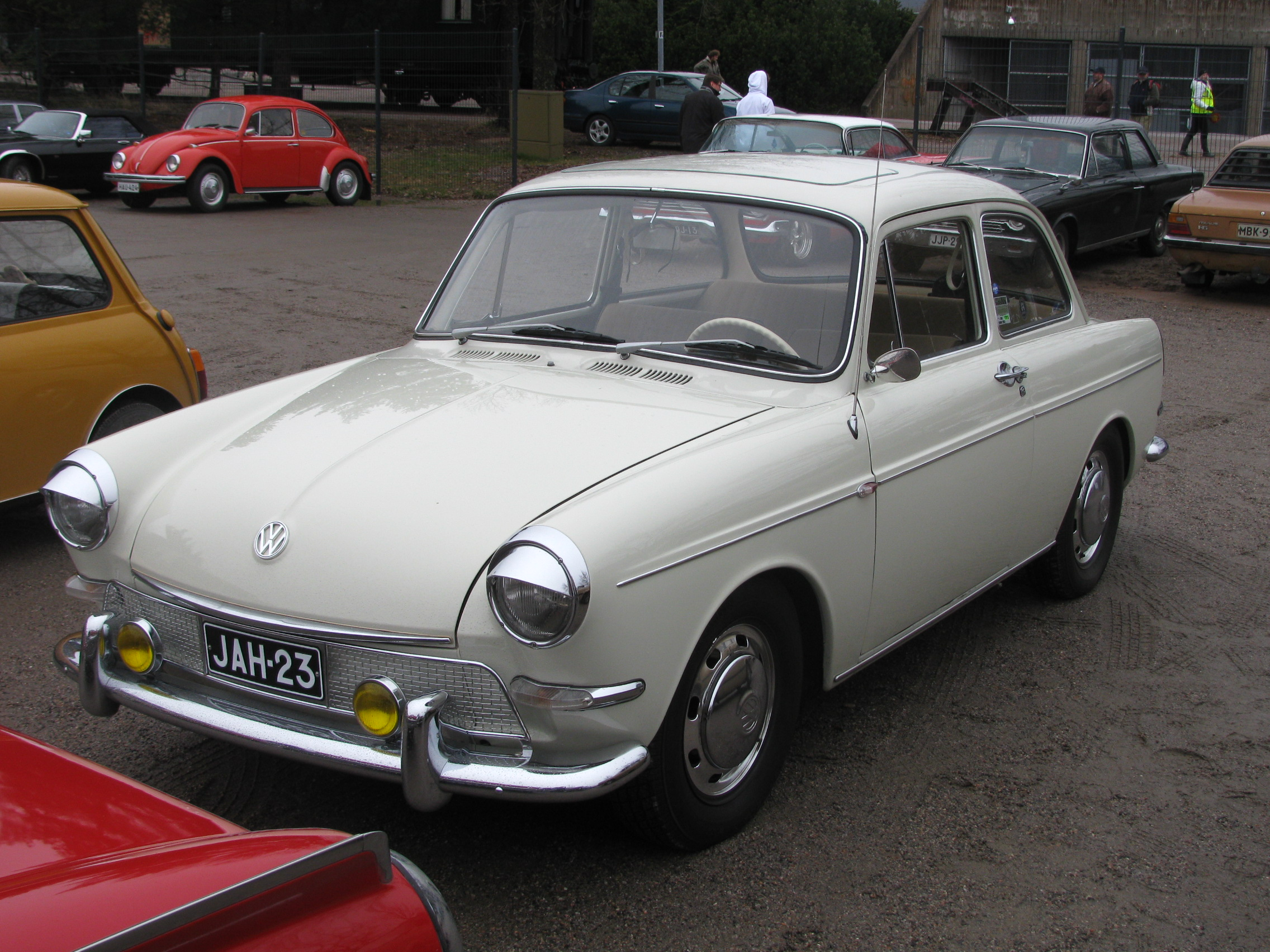
VW Typ 3 sedan
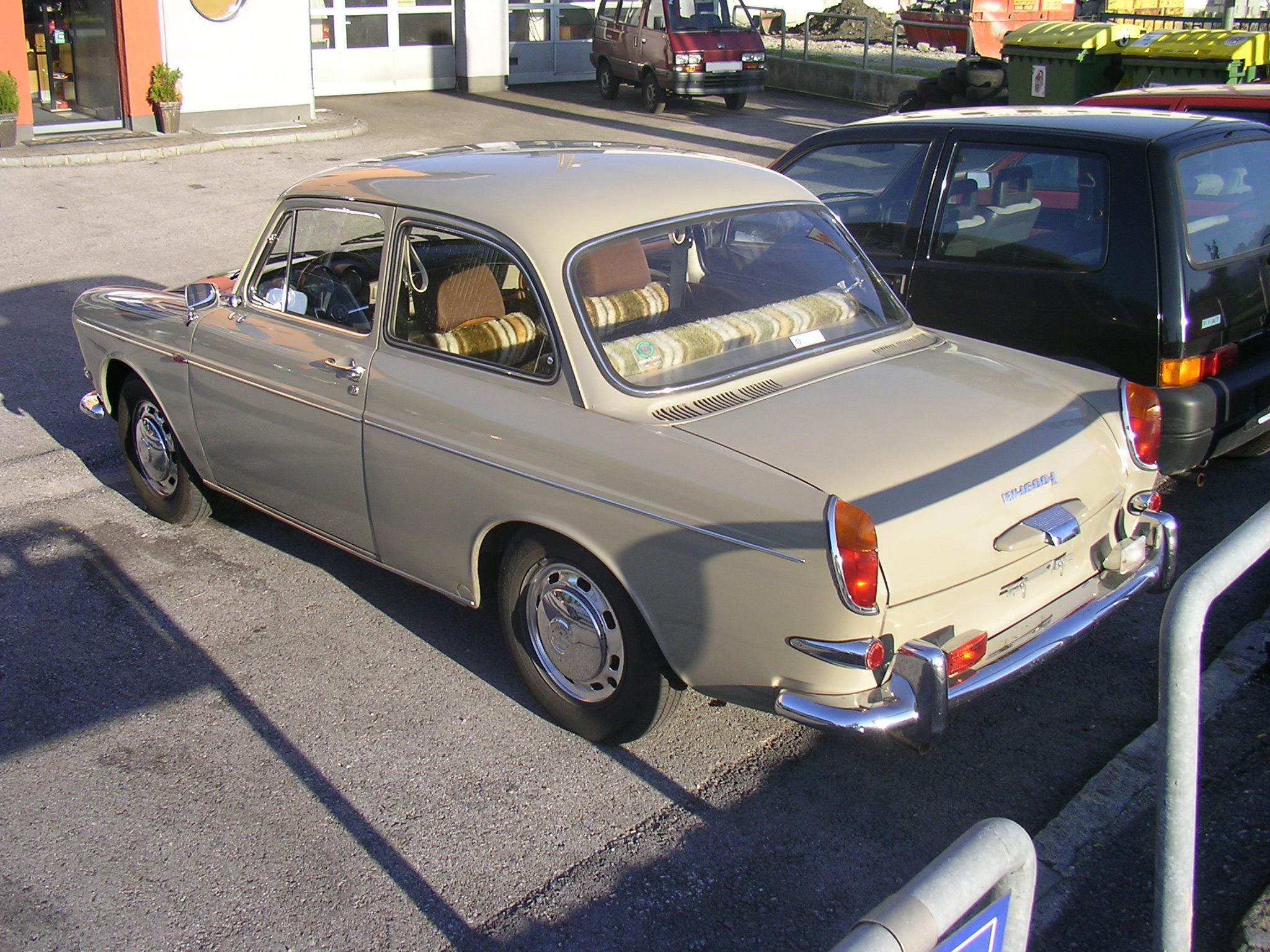
VW Typ 3 sedan – tył pojazdu
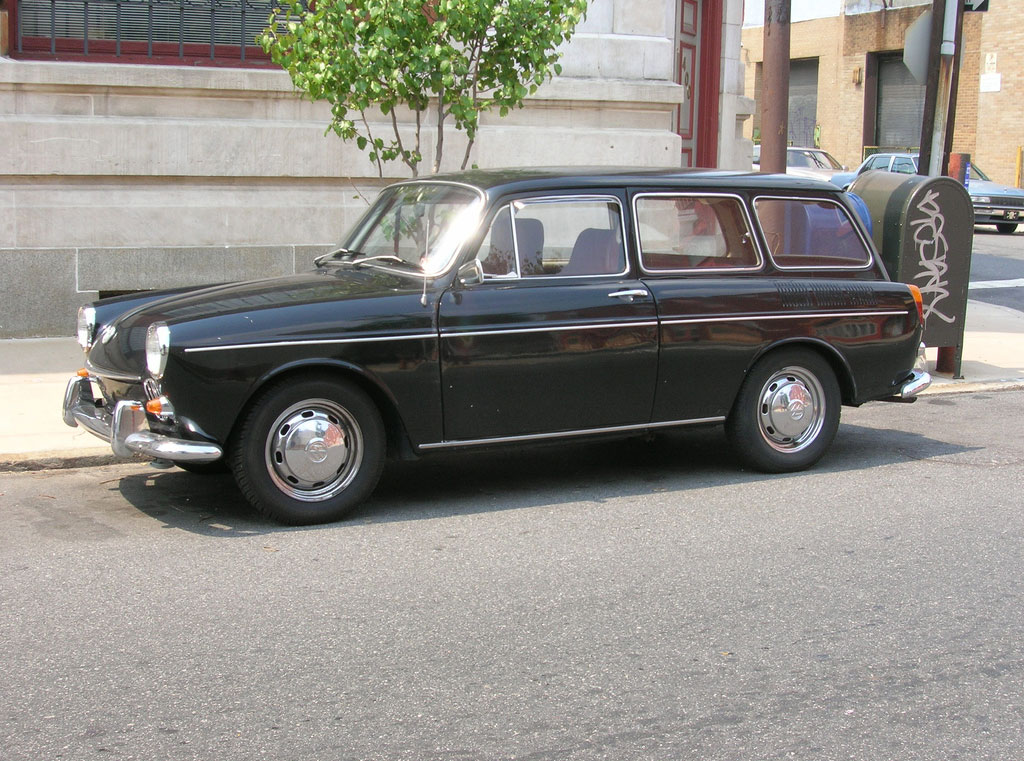
VW Typ 3 Variant
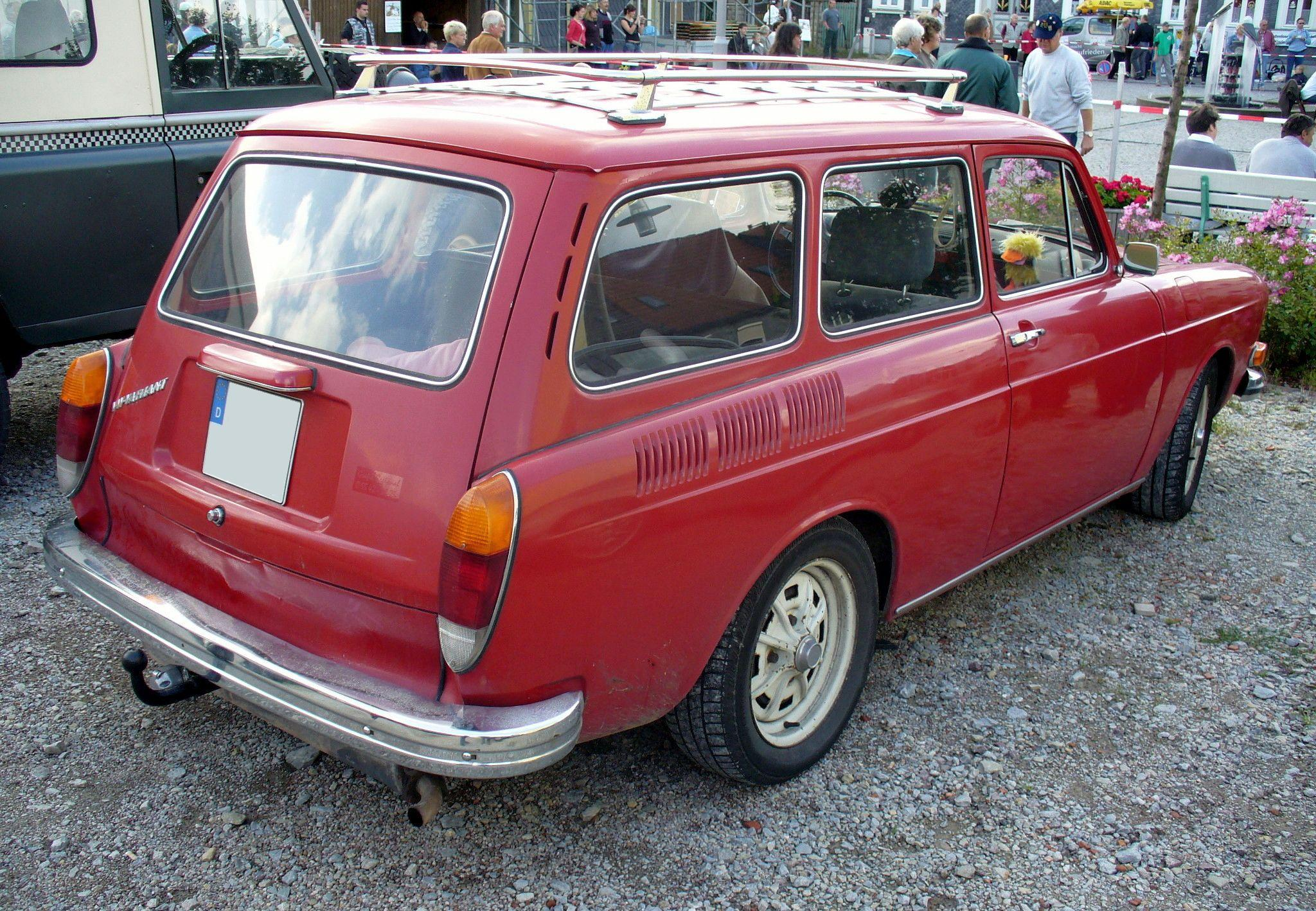
VW Typ 3 Variant – tył pojazdu
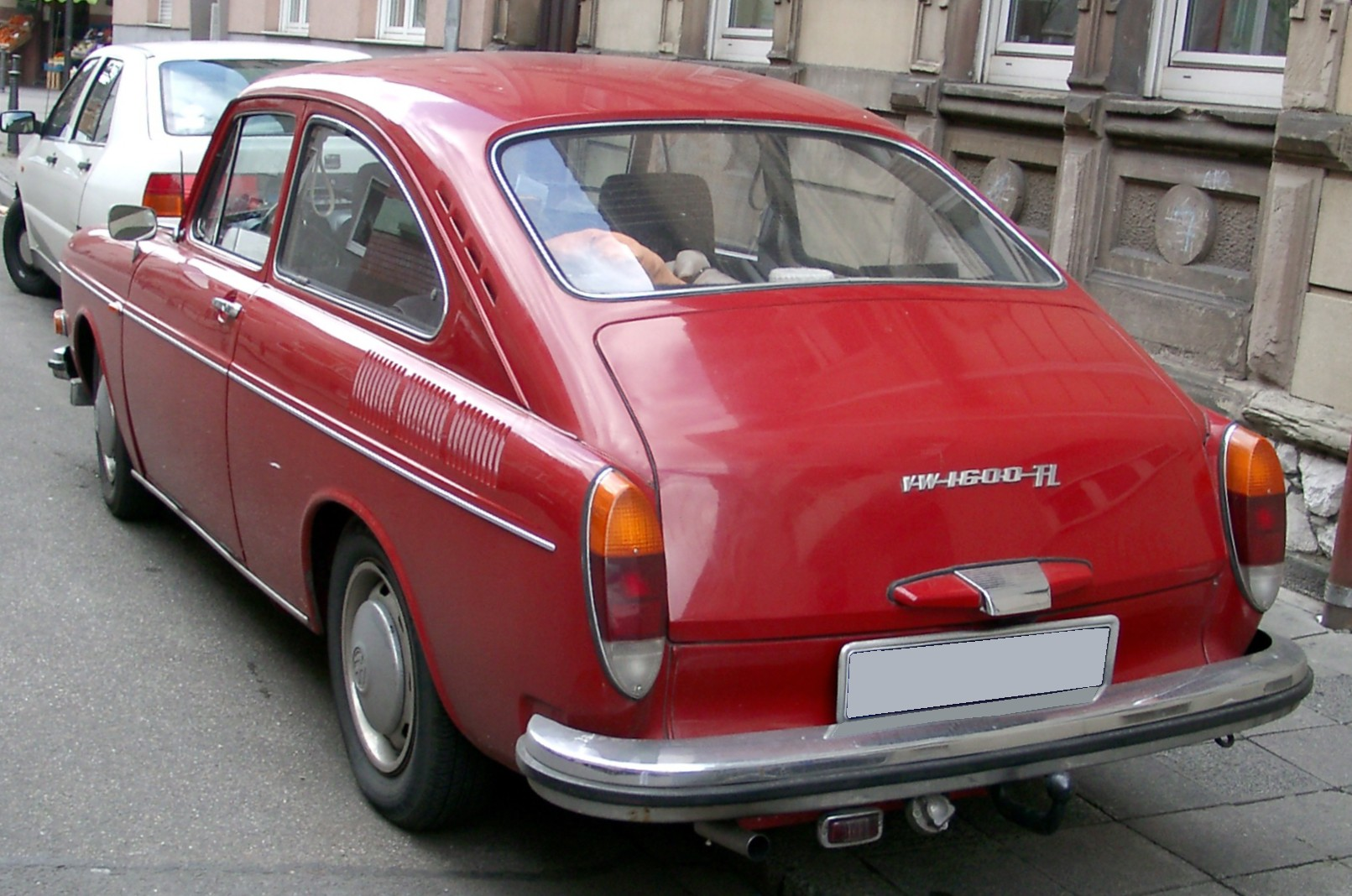
VW Typ 3 coupé – tył pojazdu